# Mesoleptus devotus
Mesoleptus devotus är en stekelart som först beskrevs av Forster 1876.  Mesoleptus devotus ingår i släktet Mesoleptus och familjen brokparasitsteklar. Inga underarter finns listade i Catalogue of Life.